# B-sidor 95-00
B-sidor 95-00 è un album discografico di raccolta di B-sides del gruppo musicale rock svedese Kent, pubblicato nel novembre 2000.

## Tracce
Disco 1
1. Chans
2. Spökstad
3. Längtan skala 3:1
4. Om gyllene år
5. Noll
6. Önskar att någon...
7. Bas riff
8. Din skugga
9. Elever
10. Längesen vi sågs
11. December
12. Utan dina andetag
13. På nära håll

Disco 2
1. Livrädd med stil
2. Verkligen
3. Gummiband
4. Att presentera ett svin
5. En helt ny karriär
6. Rödljus
7. Pojken med hålet i handen (Hotbilds version)
8. Kallt kaffe
9. Den osynlige mannen (Kazoo version)
10. Slutsats
11. Rödljus II
12. En helt ny karriär II

## Formazione
- Joakim Berg
- Martin Sköld
- Sami Sirviö
- Harri Mänty
- Markus Mustonen